# Tephroseris crispa
Il senecione crespo (nome scientifico Tephroseris crispa (Jacq.) Rchb., 1842) è una specie di pianta angiosperma dicotiledone della famiglia delle Asteraceae (sottofamiglia Asteroideae).

## Etimologia
Il nome generico (Tephroseris) potrebbe derivare dal termine greco ”tephros” (= color della cenere) in riferimento alle foglie un po' tomentose e un po' ragnatelose e spesso grigiastre. L'epiteto specifico  (”crispa”) deriva dal latino e significa "arricciato o ondulato" in riferimento ai bordi delle foglie (anche questa è una caratteristica tipica delle specie di questa voce).
Il binomio scientifico è stato proposto inizialmente dal medico, chimico e botanico olandese Nikolaus Joseph von Jacquin (1727 -1817) e perfezionato in seguito dal botanico, ornitologo e illustratore tedesco Ludwig Reichenbach (1793 – 1879) nella pubblicazione ”Flora Sassone” del 1842.

## Descrizione

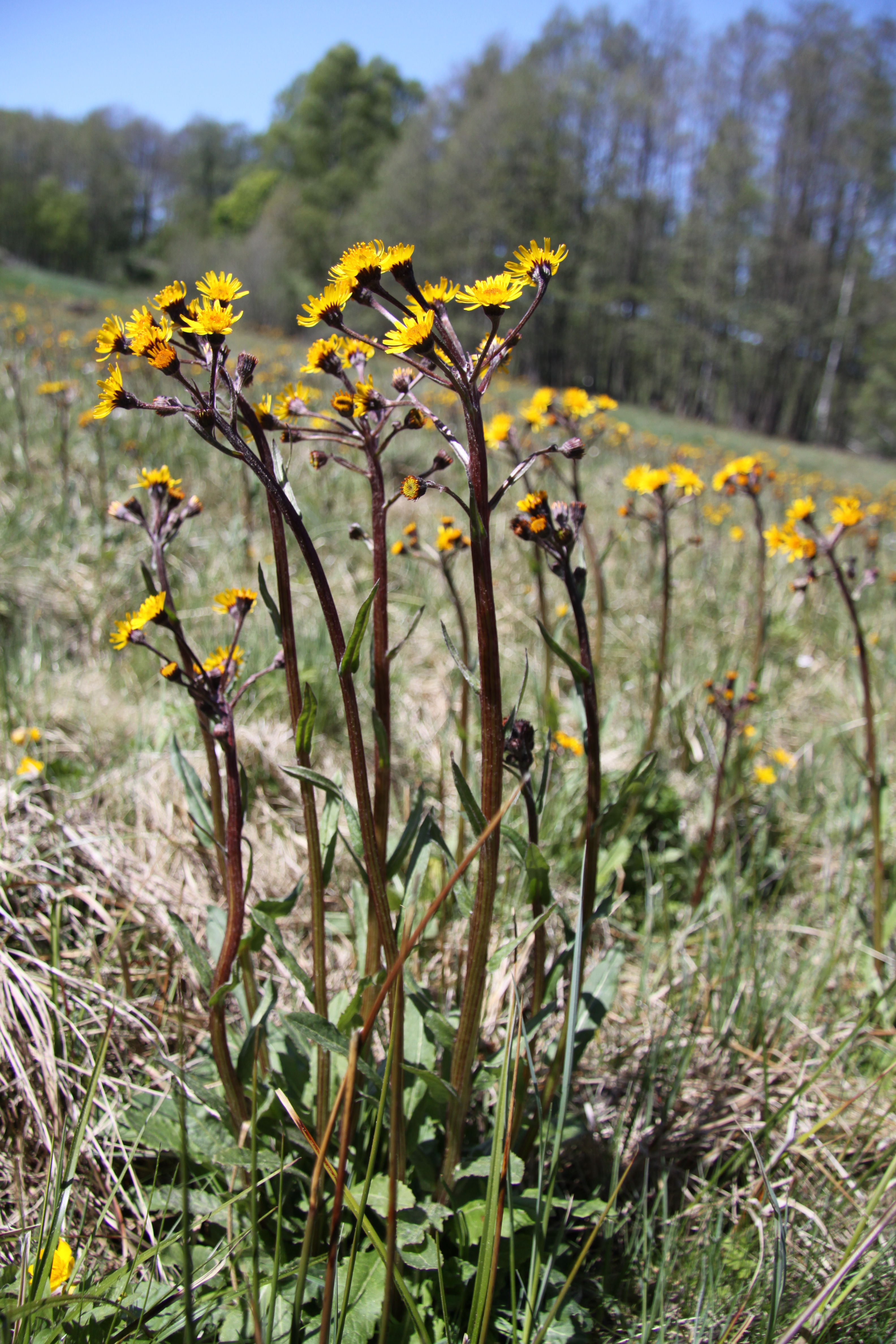
Portamento

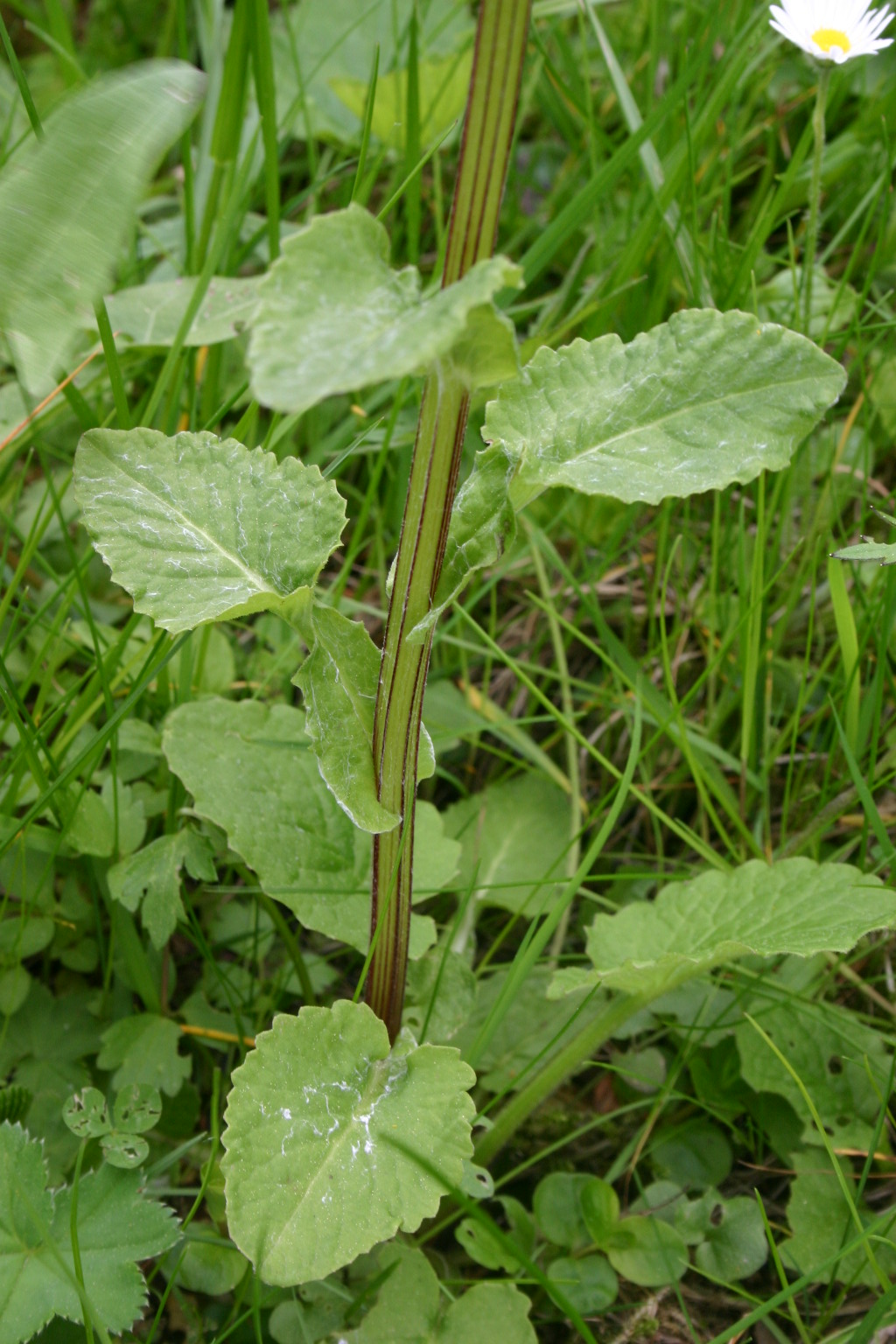
Le foglie

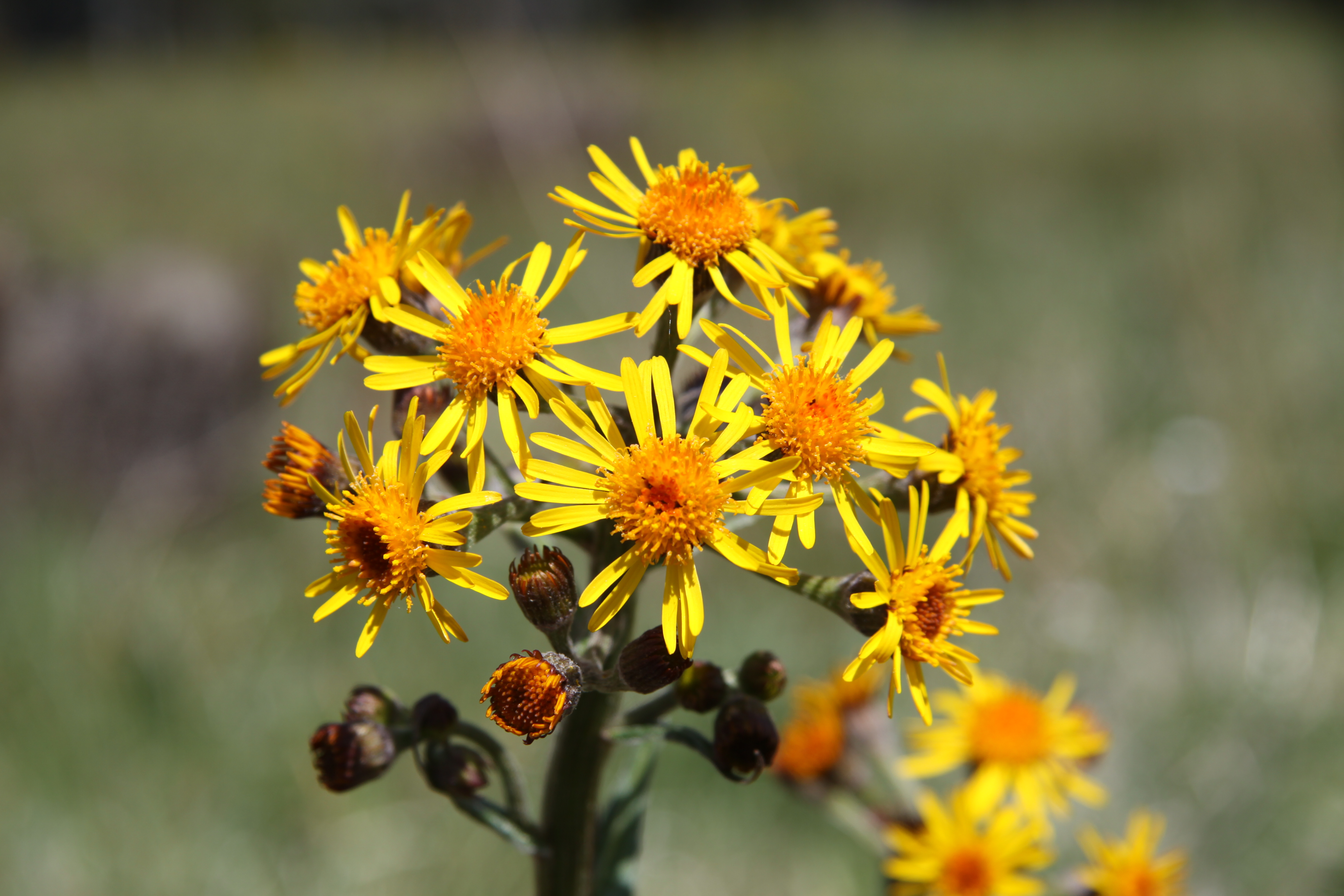
Infiorescenza

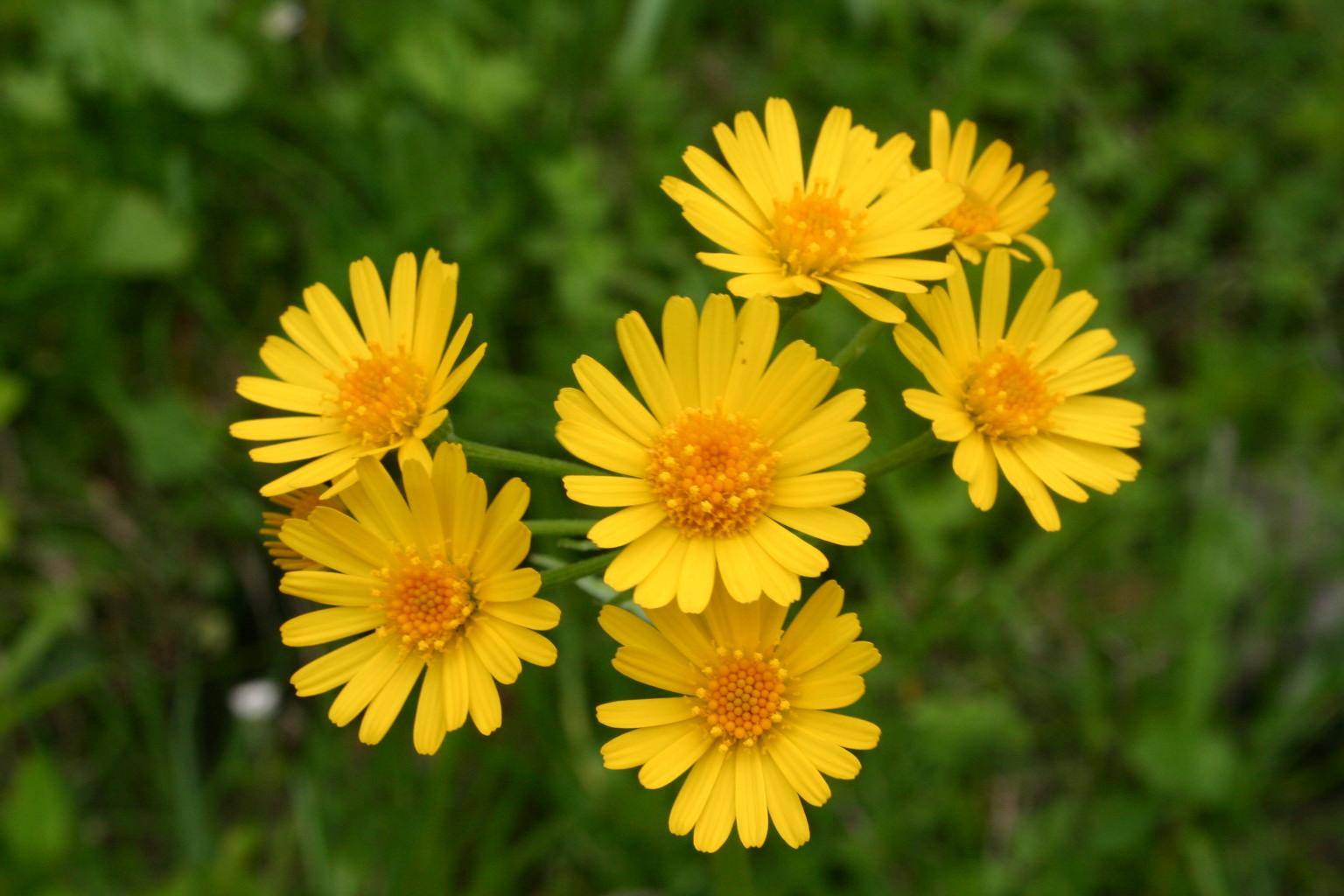
I fiori

Habitus. L'altezza di queste piante varia da 2 a 6 dm (massimo 10 dm). La forma biologica è emicriptofita rosulata (H ros), ossia sono piante perenni, con gemme svernanti al livello del suolo e protette dalla lettiera o dalla neve; hanno inoltre le foglie disposte a formare una rosetta basale. Queste piante possiedono al loro interno delle sostanze chimiche quali i lattoni sesquiterpenici e alcaloidi pirrolizidinici Alla fioritura sono glabre (o con pochi peli sparsi di tipo ragnateloso). Prima delle fioritura sono provviste di peli con sferza di circa 5 – 8 cellule; alla caduta della sferza i peli si riducono a 2 – 4 cellule.
Radici. Le radici in genere sono secondarie da rizoma.
Fusto.  La parte aerea è eretta con superficie striato-angolosa. La ramosità di tipo corimboso è verso l'alto. Per ogni pianta si forma un gambo o pochi di più.
Foglie. Le foglie sono di due tipi: basali e caulinari. Quelle basali formano una rosetta. La lamina è ovata (o largamente lanceolata) e generalmente crenata. Sono picciolate (il picciolo è lungo 0,7 – 2 volte la lunghezza della lamina). Le foglie caulinari hanno una lamina di tipo lanceolato allungata (o lineare) con base cordata. Le nervature sono pennate. Il margine è intero o dentato o seghettato. Le superiori sono semiamplessicauli. Dimensioni delle foglie basali: larghezza 2 –3 cm; lunghezza 3 – 6 cm. Dimensioni delle foglie caulinari: larghezza 2 –3 cm; lunghezza 6 – 10 cm.
Infiorescenza. Le sinflorescenze, formate da alcuni capolini, sono disposte in formazioni corimbose che normalmente sovrastano l'apparato fogliare. La struttura dei capolini è quella tipica delle Asteraceae: un peduncolo sorregge un involucro a coppa composto da circa 21 brattee lineari disposte su un unico rango e tutte uguali fra loro, che fanno da protezione al ricettacolo più o meno piano e nudo (senza pagliette) sul quale s'inseriscono due tipi di fiori: quelli esterni ligulati gialli e quelli interni tubulosi di colore giallo aranciato. Diametro dei capolini: 2 – 3,5 cm. Diametro dell'involucro: 6 – 8 mm. Lunghezza delle squame: 8 – 12 mm. Il colore delle brattee, normalmente verde, può essere arrossato all'apice..
Fiori.  I fiori sono tetra-ciclici (formati cioè da 4 verticilli: calice – corolla – androceo – gineceo) e pentameri (calice e corolla formati da 5 elementi). Sono inoltre ermafroditi, più precisamente i fiori del raggio (quelli ligulati e zigomorfi) sono femminili; mentre quelli del disco centrale (tubulosi e actinomorfi) sono bisessuali o a volte funzionalmente maschili.
- Formula fiorale:

*/x K {\displaystyle \infty }, [C (5), A (5)], G 2 (infero), achenio
- Calice: i sepali del calice sono ridotti ad una coroncina di squame.
- Corolla: nella parte inferiore i petali della corolla sono saldati insieme e formano un tubo. In particolare le corolle dei fiori del disco centrale (tubulosi) terminano con delle fauci dilatate a raggiera con cinque lobi. Nella corolla dei fiori periferici (ligulati) il tubo si trasforma in un prolungamento ligulato, terminante più o meno con cinque dentelli. Lunghezza dei fiori ligulati: 10 – 13 mm.
- Androceo: gli stami sono 5 con dei filamenti liberi. La parte basale del collare dei filamenti può essere dilatata. Le antere invece sono saldate fra di loro e formano un manicotto che circonda lo stilo. Le antere normalmente sono senza coda ("ecaudate"). La struttura delle antere è di tipo tetrasporangiato, raramente sono bisporangiate. Il tessuto endoteciale è radiale. Il polline è tricolporato (tipo "helianthoid").[17]
- Gineceo: lo stilo è biforcato con due stigmi nella parte apicale. Gli stigmi sono troncati, ottusi e con un ciuffo di peli alla sommità.[15]. Le ramificazione (dello stilo) consistono in linee stigmatiche continue (i recettori del polline).[7] L'ovario è infero uniloculare formato da 2 carpelli.
- Antesi: da giugno a agosto.

Frutti. I frutti sono degli acheni con pappo. La forma degli acheni è più o meno affusolata. La superficie è percorsa da circa 10 coste longitudinali e può essere pubescente. Non sempre il carpoforo è distinguibile. Il pappo, persistente o caduco, è formato da numerose setole snelle e bianche (lisce o barbate); le setole possono inoltre essere connate alla base.

## Biologia
Impollinazione: l'impollinazione avviene tramite insetti (impollinazione entomogama tramite farfalle diurne e notturne).

Riproduzione: la fecondazione avviene fondamentalmente tramite l'impollinazione dei fiori (vedi sopra).

Dispersione: i semi (gli acheni) cadendo a terra sono successivamente dispersi soprattutto da insetti tipo formiche (disseminazione mirmecoria). In questo tipo di piante avviene anche un altro tipo di dispersione: zoocoria. Infatti gli uncini delle brattee dell'involucro (se presenti) si agganciano ai peli degli animali di passaggio disperdendo così anche su lunghe distanze i semi della pianta. Inoltre per merito del pappo il vento può trasportare i semi anche a distanza di alcuni chilometri (disseminazione anemocora).

## Distribuzione e habitat
Geoelemento: il tipo corologico (area di origine) è Nord Est Alpico-Carpatico o più genericamente Orofita Europeo.
Distribuzione: in Italia questa specie potrebbe essere presente solamente nel Friuli-Venezia Giulia (ma per il momento non è stata segnalata con certezza). Fuori dall'Italia (sui rilievi) è presente in Austria (Länder del Salisburgo, Carinzia, Stiria, Austria Superiore e Austria Inferiore), in Slovenia e nei monti Carpazi. Altrove si trova soprattutto nell'Europa dell'Est e Penisola Balcanica. Nell'ultima checklist sulla flora spontanea italiana non viene riportata come presente in Italia, mentre nella ”Flora d'Italia” (del 1982) viene detto che la specie è in avvicinamento ai confini italiani (dalla Slovenia e dalla Carinzia) e inoltre che alcune segnalazioni (nella provincia di Gorizia) sono da verificare più a fondo.
Habitat: l'habitat tipico per questa specie sono i prati umidi; ma anche presso le sorgenti, cadute d'acqua, bordi dei ruscelli megaforbieti e popolamenti a felci. Il substrato preferito è sia calcareo che siliceo con pH neutro, medi valori nutrizionali del terreno che deve essere umido.
Distribuzione altitudinale: sui rilievi queste piante si possono trovare da 200 fino a 1800 m s.l.m.; frequentano quindi i seguenti piani vegetazionali: montano e subalpino e in parte quello collinare.

## Fitosociologia
Dal punto di vista fitosociologico alpino Tephroseris crispa appartiene alla seguente comunità vegetale:
Formazione: delle comunità delle macro- e megaforbie terrestri
Classe: Molinio-Arrhenatheretea
Ordine: Molinietalia caeruleae
Alleanza: Calthion palustris

## Tassonomia
La famiglia di appartenenza di questa voce (Asteraceae o Compositae, nomen conservandum) probabilmente originaria del Sud America, è la più numerosa del mondo vegetale, comprende oltre 23.000 specie distribuite su 1.535 generi, oppure 22.750 specie e 1.530 generi secondo altre fonti (una delle checklist più aggiornata elenca fino a 1.679 generi). La famiglia attualmente (2021) è divisa in 16 sottofamiglie; la sottofamiglia Asteroideae è una di queste e rappresenta l'evoluzione più recente di tutta la famiglia.
Il basionimo per questa specie è: Cinerario crispa Jacq., 1774. Altre checklist indicano un Autore diverso: Tephroseris crispa Schur pubblicato in ”Enumeratio Plantarum Transsilvaniae” nel 1866.

### Filogenesi
Il genere di questa voce appartiene alla sottotribù Tussilagininae della tribù Senecioneae (una delle 21 tribù della sottofamiglia Asteroideae). La sottotribù descritta in tempi moderni da Bremer (1994), dopo le analisi di tipo filogenetico sul DNA del plastidio (Pelser et al., 2007) è risultata parafiletica con le sottotribù Othonninae e Brachyglottidinae annidiate al suo interno. Attualmente con questa nuova circoscrizione la sottotribù Tussilagininae s.s. risulta suddivisa in quattro subcladi.
Il genere di questa voce appartiene al subclade chiamato "L-C-P" (complesso Ligularia-Cremanthodium Parasenecio Liu et al., 2006) formato da una decina di generi in gran parte asiatici non tutti monofiletici. In particolare il genere di questa voce fa parte della sottotribù informale Tephroseridinae Jeffrey & Chen, 1984 composta dai generi Nemosenecio, Sinosenecio e Tephroseris. Questo assemblaggio, nidificato all'interno del complesso L-C-P, si presenta con un elevato supporto dalle analisi filogenetiche del DNA del ITS (Internal Transcribed Spacer) e del DNA del plastidio. All'interno del gruppo Tephroseris è in posizione "basale" e con gli altri due generi forma un "gruppo fratello".
La specie  T. crispa è individuata dai seguenti caratteri:
- le lamine delle foglie hanno i bordi ondulati;
- le foglie sono allargate con cordata e picciolo alato;
- gli acheni sono pubescenti.

Il numero cromosomico della specie è 2n = 48.

### Sinonimi
Sono elencati alcuni sinonimi per questa entità:
- Cineraria crispa Jacq.
- Senecio crispus  (Jacq.) Kitt.
- Cineraria crocea  Tratt.
- Cineraria glandulifera  Vuk.
- Cineraria integrifolia  Schkuhr
- Cineraria integrifolia var. depauperata  Wallr.
- Cineraria integrifolia var. umbellata  Wallr.
- Cineraria rivularis  Waldst. & Kit.
- Cineraria schkuhrii  Rchb.
- Cineraria sudetica  W.D.J.Koch
- Senecio crispatus  DC.
- Senecio croceus  DC.
- Senecio kochii  Ledeb.
- Senecio rivularis  (Waldst. & Kit.) DC.
- Senecio schkuhrii  DC.
- Senecio sudeticus  DC.
- Tephroseris rivularis  (Waldst. & Kit.) Schur